# Serapis
Serapis was een Hellenistische antropomorfe god wiens cultus is ontstaan in het Oude Egypte. Serapis is de god van het hiernamaals, de vruchtbaarheid van landbouwgebieden, de zon, de onderwereld en de geneeskunde. Hij is de man van Isis. Zijn cultus had ook een grote aantrekkingskracht buiten Egypte en was wijdverspreid in het Romeinse Rijk.

## Syncretisme
Serapis is een typisch fenomeen voor zijn tijd, waarbij er een waar syncretisme tussen de goden ontstond. Serapis zelf was een samentrekking tussen Osiris en de stiergod Apis. De naam Osirapis, komt van een oudere godheid: de tot Osiris geworden Apisstier. Hij nam echter een Grieks uiterlijk aan en zijn cultus werd dan ook vooral sterk beoefend door de Griekse laag van Ptolemaeïsch Egypte, waarbij Apis vooral populair bleef bij de autochtone Egyptenaren. De god Serapis werd echter nog verbonden met tal van andere godheden: Pluto, Asclepius, Amon, Zeus, Helios, Dionysos en Aiōn. De Grieken waren gewend aan antropomorfe goden, maar hadden moeite met de Egyptische godheden die als dieren afgebeeld werden. De nieuwe godheid Serapis moest beide werelden met elkaar verbinden.

## Ontstaan
Over het ontstaan van de cultus vertelt Plutarchus dat Ptolemaeus I Soter I een droom kreeg waarbij een god uit de Zwarte Zee hem opdroeg zijn cultus over te brengen naar Egypte. Deze god werd dan door de priesters herkend als Serapis. Ptolemaeus liet zichzelf in 305 v. Chr. tot koning kronen. Hij wilde samen met Griekse en Egyptische adviseurs de gescheiden bevolkingsgroepen van Grieken en Egyptenaren samenbrengen bij de staatsvieringen van Osiris en Nieuwjaar. In dit kader werd Serapis benoemd tot hoofdgod van de Griekse heersers. Het Serapeum van Alexandrië kreeg een eigen Griekse Serapistempel met een meer dan 10 meter hoog beeld van Serapis.
De cultus van Serapis kan echter ook al vroeger ontstaan zijn, namelijk onder Alexander de Grote, maar daar is geen zekerheid over. We weten wel zeker dat de god Serapis onder Ptolemaeus II Philadelphus bestond.
Doordat Serapis waarschijnlijk gecreëerd werd op bevel van de Ptolemaeën, werd hij al snel de beschermer van de Ptolemaeïsche dynastie en werd zijn cultus door hen aangemoedigd. De god Serapis had echter nog veel andere kwaliteiten: van Asclepius had hij zijn genezende mogelijkheid en zijn syncretisme met Osiris zorgde ervoor dat hij ook betrokken werd bij de landbouw en de onderwereld. Serapis werd vereerd als redder in leven en dood, als openbaarder in het orakel, als heiland bij ziekte en eenzame nood en als beschermer van de zeelieden.

## Kenmerken
Serapis heeft een volkomen Grieks uiterlijk: met zijn volle, krullende haardos, vaak met vijf lokken op het voorhoofd, en baard lijkt hij veel op Zeus en Pluto. Een nieuw element is de kalathos (mand voor wol of ruit) of modius (korenmaat), die op zijn hoofd staat, als symbool voor de vruchtbaarheid van het land. In sommige afbeeldingen draagt hij de atef-kroon met struisvogelveren en de ramshorens van Osiris. Net als Osiris god van de onderwereld, kan hij vergezeld worden door de driekoppige hond Cerberus. Soms is Serapis samen met Isis afgebeeld als een slang met een menselijk hoofd.
Zijn iconografie heeft de weergave van de scheppingsgod in de oude kerkelijke kunst beïnvloed. Bepaalde beeldmotieven hebben de Kopten aan de traditie van Osiris, Isis en Horus ontleend, zoals de godsmoeder die haar kind voedt.

## Serapeum
Een tempel die gewijd is aan de god Serapis heet een Serapeum. Het belangrijkste heiligdom is het Serapeum in Alexandrië, de hoofdstad van de Ptolemaeïsche koningen. De traditionele begraafplaats van de Apisstieren bij Sakkara kreeg in die tijd ook de naam Serapeum.

## Verspreiding
De cultus van Serapis verspreidde zich ook in het rijk der Seleuciden en in de keizertijd naar vele Romeinse provincies, zelfs naar Gallië.

## Trivia
Louis Couperus beschrijft een bezoek aan het Serapeum in Canopis en de therapie, die uit dromen en het uitleggen van de droom bestaat, in zijn Antiek toerisme. Roman uit Oud-Egypte.